# HD44953
HD44953 — подвійна зоря. 
Ця подвійна система має видиму зоряну величину в смузі V приблизно 7,0.
Вона розташована на відстані близько 2489,7 світлових років від Сонця.

## Подвійна зоря
Головна зоря цієї системи належить до хімічно пекулярних зір й має спектральний клас B8.
В той же час спектральний клас іншої компоненти залишається  ще не визначеним.

## Фізичні характеристики
Телескоп Гіппаркос зареєстрував фотометричну змінність  даної зорі з періодом    5,05 доби в межах від  Hmin= 6,59 до  Hmax= 6,54.

## Пекулярний хімічний вміст
HD44953 належить до Хімічно пекулярних зір з пониженим вмістом гелію 
й в її  зоряній атмосфері спостерігається нестача He у порівнянні з його вмістом в атмосфері Сонця.